# Ribérac
Ribérac (okzitanisch: Rabairac) ist eine Kleinstadt und eine Gemeinde mit 3.770 Einwohnern (Stand 1. Januar 2022) im Département Dordogne in der französischen Region Nouvelle-Aquitaine.  Die Gemeinde besteht aus dem Hauptort sowie einigen Weilern (hameaux) und Einzelgehöften (fermes).
Die Gemeinde erhielt die Auszeichnung „Zwei Blumen“, die vom Conseil national des villes et villages fleuris (CNVVF) im Rahmen des jährlichen Wettbewerbs der blumengeschmückten Städte und Dörfer verliehen wird.

## Geographie

### Lage und Klima
Der Ort Ribérac liegt etwa 1 km südlich der Dronne in der alten Kulturlandschaft des Périgord in einer Höhe von ca. 70 m. Die Stadt Périgueux liegt ca. 38 km (Fahrtstrecke) östlich. Das Klima ist gemäßigt; Regen (ca. 875 mm/Jahr) fällt übers Jahr verteilt.

### Geologie
Ribérac ist auf flachliegenden Kreideschichten des Campaniums erbaut (Campanium 3). Die Dronne-Niederung besteht aus holozänem Alluvium (Tone und Sande), das südlich anschließend von einer würmzeitlichen Niederterrasse (Sande und Gerölle) begleitet wird.

## Bevölkerungsentwicklung
| Jahr      | 1800 | 1851 | 1901 | 1954 | 1999 | 2015 |
| Einwohner | 2985 | 2942 | 3622 | 3812 | 4000 | 3932 |

Das anhaltende Bevölkerungswachstum der Kleinstadt ist in hohem Maße auf die Zuwanderung aus den ländlichen Gebieten in der Umgebung infolge der zunehmenden Mechanisierung der Landwirtschaft und der Aufgabe bäuerlicher Kleinbetriebe zurückzuführen.

## Wirtschaft
Obwohl viele Einwohner des Ortes noch lange Zeit von den Erträgen ihrer Felder und Hausgärten lebten, besaß Ribérac seit dem ausgehenden Mittelalter Marktrechte. Im Ort selbst ließen sich Kleinhändler, Handwerker und Dienstleister aller Art nieder. Heute verfügt die Kleinstadt über verschiedene Einrichtungen des Gesundheits- und Bildungswesens. In den Außenbezirken entstand ein Schlachthof.

## Geschichte
Im Jahr 848 drohte ein Angriff der Normannen auf die ca. 30 km nordöstlich gelegene Abtei von Brantôme; aus diesem Grund wurde beim noch nicht existenten Ort Ribérac die Uferzone der Dronne befestigt. Um das Jahr 1000 entstand eine Burg (château) an der heutigen Stelle; zu deren Füßen entwickelte sich in der Folgezeit allmählich der Ort. Aus dem 12. Jahrhundert stammen die romanischen Kirchen Notre-Dame, Saint-Martial und Saint-Pierre de Faye. Nach den Hugenottenkriegen (1562–1598) verfiel die Burg und blieb fortan unbewohnt; ihre Reste wurden im 19. Jahrhundert abgetragen.
Im Jahr 1790 wurde Ribérac Verwaltungssitz des gleichnamigen Distrikts. Die vormals selbständige Gemeinde Faye fusionierte 1793 mit Ribérac. Zwischen 1790 und 1794 wurde auch Saint-Martial-de-Dronne eingemeindet. Ab 1800 wurde Ribérac eine der drei Unterpräfekturen im Département Dordogne, dieser Status ging aber 1926 wieder verloren. Im Jahr 1851 wurde ein Teil des Gemeindegebiets abgetrennt und der neugeschaffenen Gemeinde Saint-Martin-de-Ribérac hinzugeschlagen. 

## Sehenswürdigkeiten
Auf dem Gemeindegebiet von Ribérac stehen zahlreiche denkmalgeschützte Bauwerke:

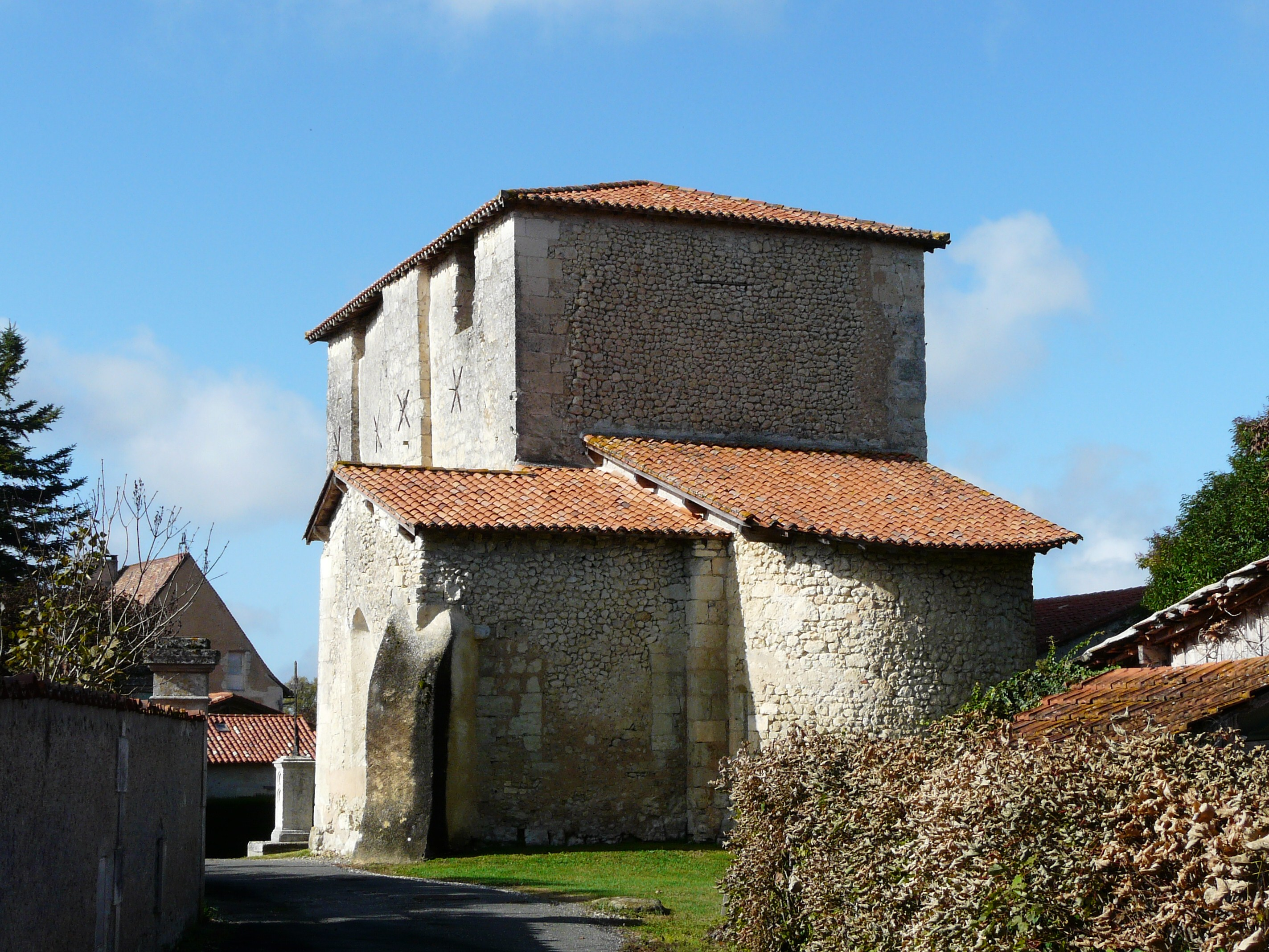
Église Saint-Martial

- Die ursprünglich nur einschiffige Église Notre-Dame stammt aus dem 12. Jahrhundert und war die ehemalige Burgkapelle; im Jahr 1500 wurde sie in eine Kollegiatkirche umgewandelt und erhielt zwei Seitenschiffe. 200 Jahre später wurde sie der Kirche Saint-Martial untergeordnet. Das Bauwerk wurde im Jahr 1975 als Monument historique eingeschrieben und dient seit den 1980er Jahren als Ausstellungsgebäude.[5][6]
- Ebenfalls aus dem 12. Jahrhundert stammt die dem hl. Martial von Limoges geweihte einschiffige romanische Kirche Saint-Martial; sie wurde jedoch später zu Verteidigungszwecken erhöht und die Fenster wurden verkleinert. Der äußerst schmucklos und wehrhaft wirkende Bau wurde im Jahr 2000 als Monument historique eingestuft.[7]
- Die in den Jahren 1933/34 im neoromanischen Stil Südwestfrankreichs erbaute Église Notre-Dame de la Paix ist seit dem Jahr 2000 ebenfalls als Monument historique eingeschrieben.[8]
- Das zweigeschossige Palais de Justice entstand in den Jahren um 1840 und wurde im Jahr 2000 als Monument historique anerkannt.[9]
- Gleiches gilt für das Ancien théâtre.

Umgebung

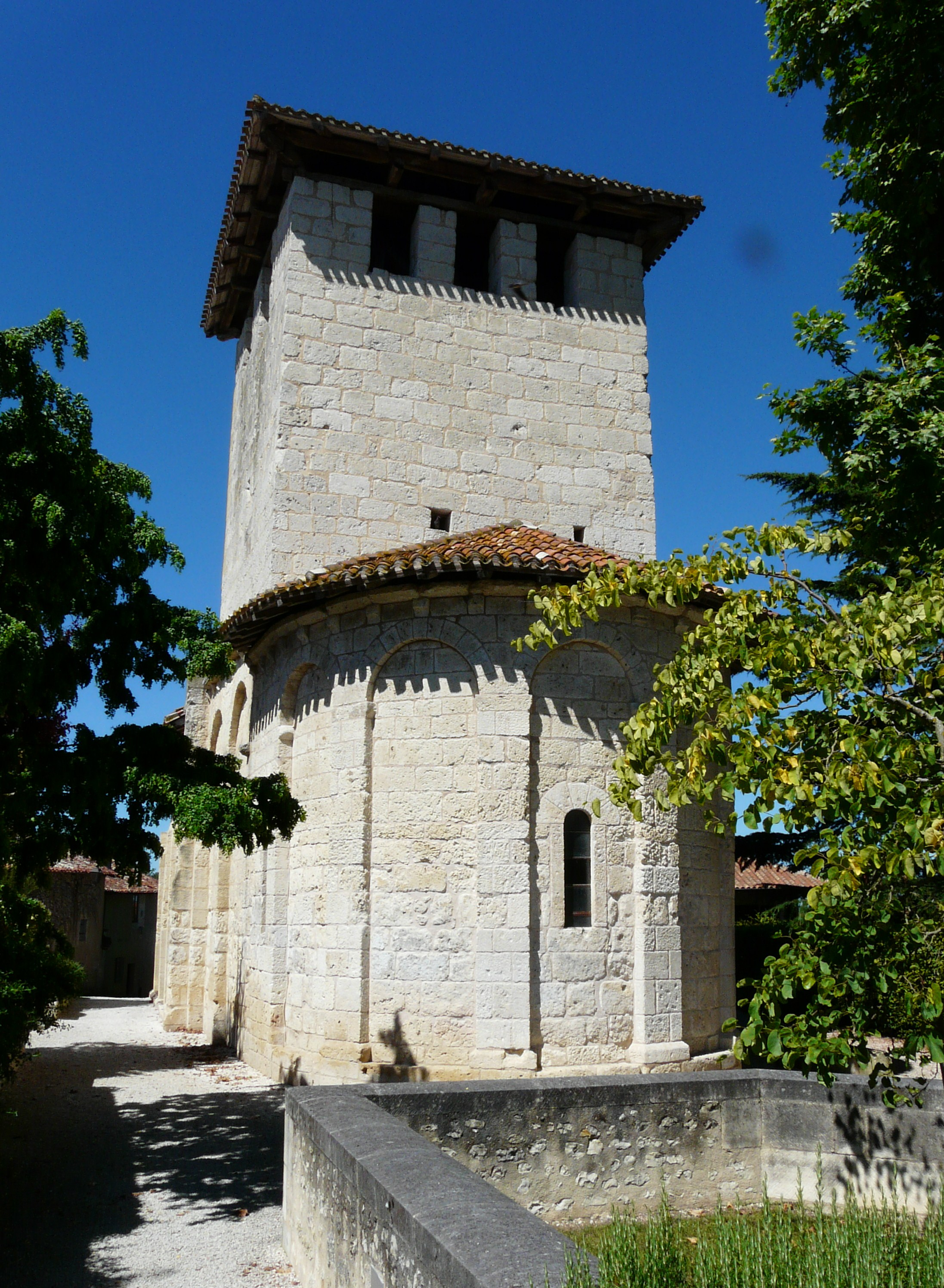
Romanische Kirche Saint-Pierre de Faye

- Im gut 1 km westlich gelegenen Weiler Faye wurde im 12. Jahrhundert die einschiffige romanische Église Saint-Pierre de Faye erbaut. Auch sie wurde später aufgestockt und erhielt eine Wehrkammer über dem nunmehr flachgedeckten Kirchenschiff. Sehenswert ist das Westportal mit seinen zackenbandgeschmückten Archivolten und dem figürlich gestalteten Tympanon. Das Kirchengebäude ist seit 1946 als Monument historique eingeschrieben.[10][11]
- Das ca. 2 km östlich des Ortes befindliche Manoir de la Beauvière entstand vielleicht schon im 14. Jahrhundert; in der Renaissance wurden neuere und größere Fenster eingebaut. Es befindet sich in Privatbesitz und verfügt noch über einen separat stehenden Taubenturm. Es ist seit dem Jahr 2000 ebenfalls als Monument historique eingestuft[12]

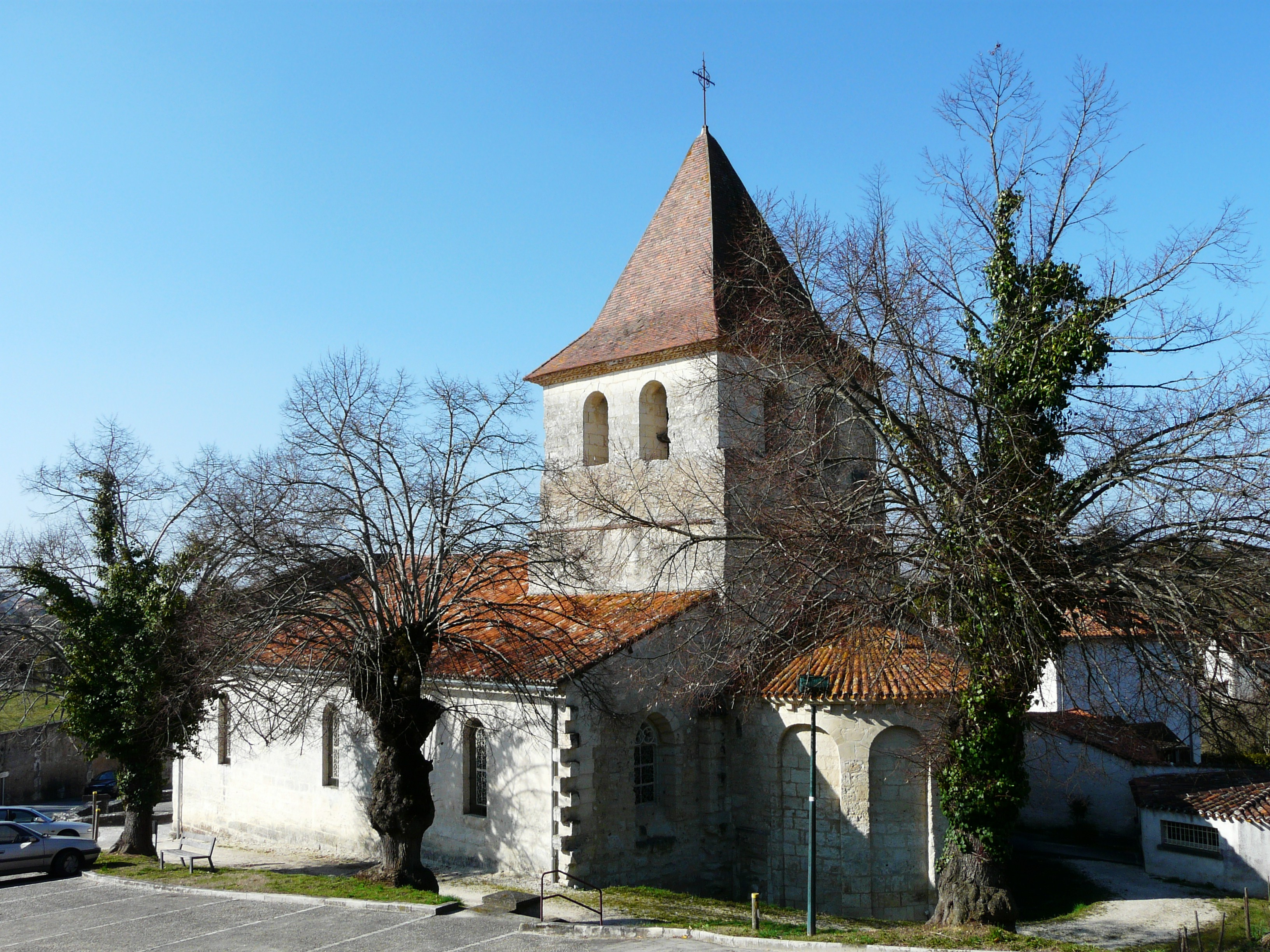
Église Notre-Dame
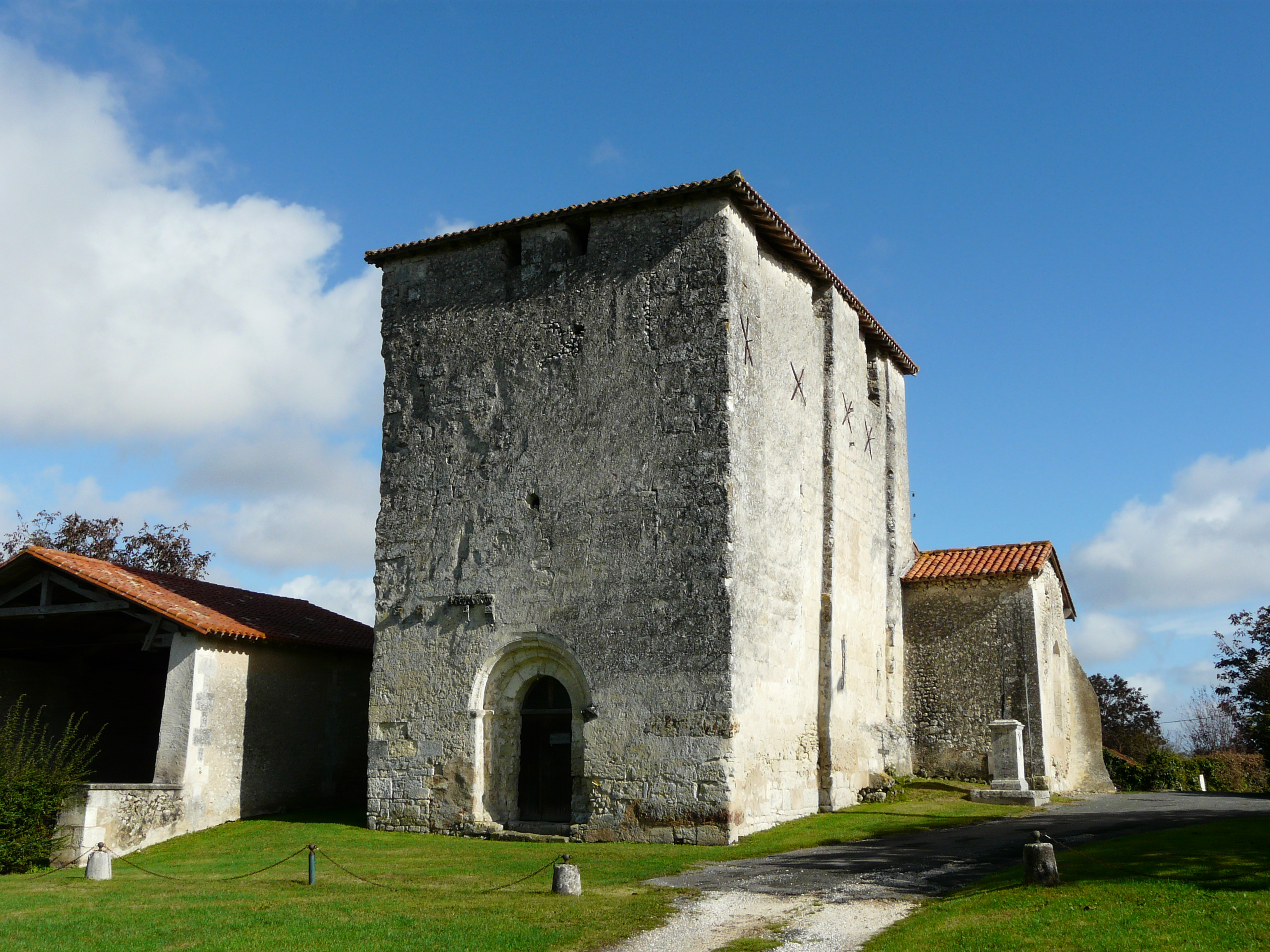
Église Saint-Martial
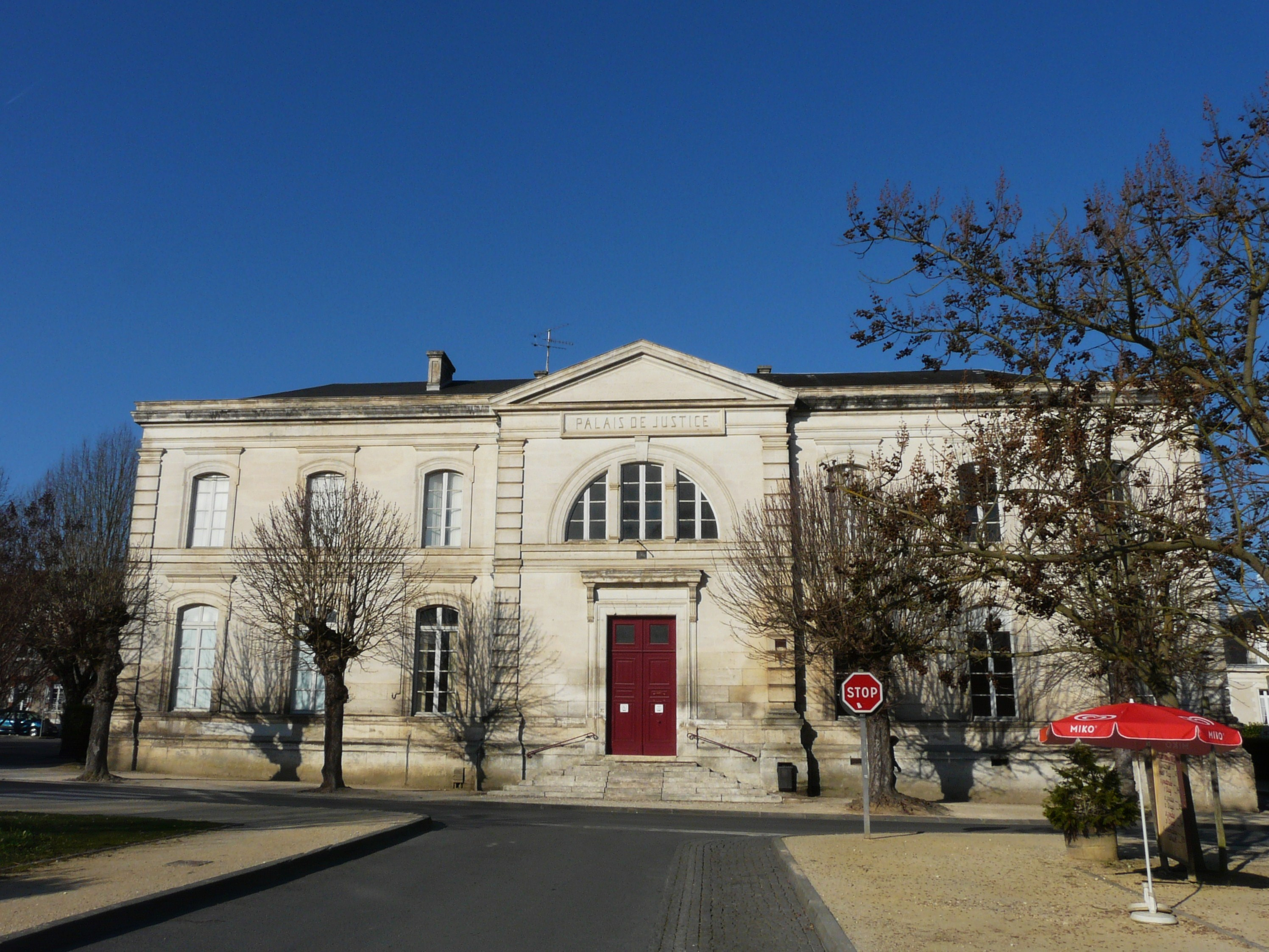
Palais de Justice
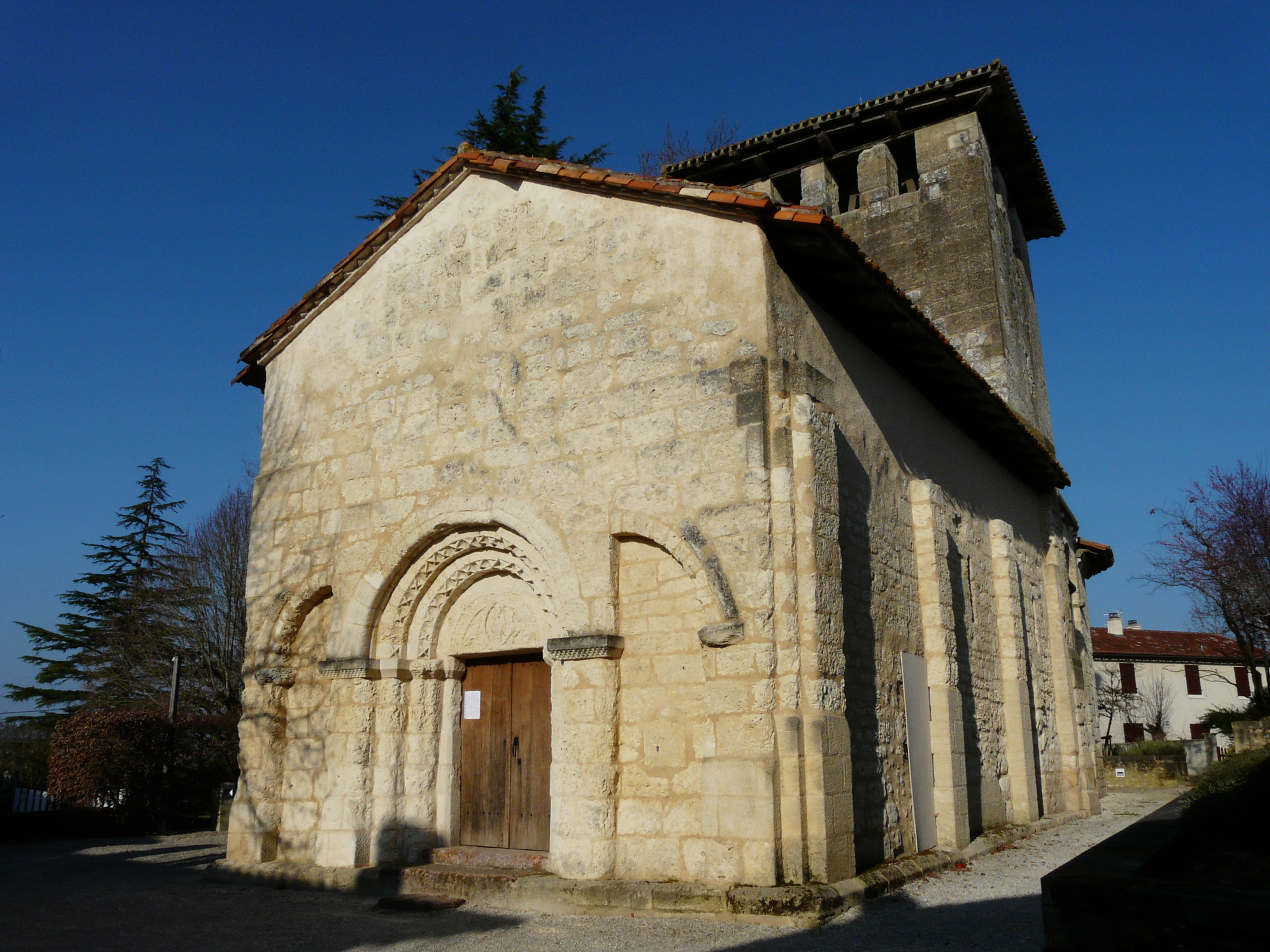
Église Saint-Pierre de Faye
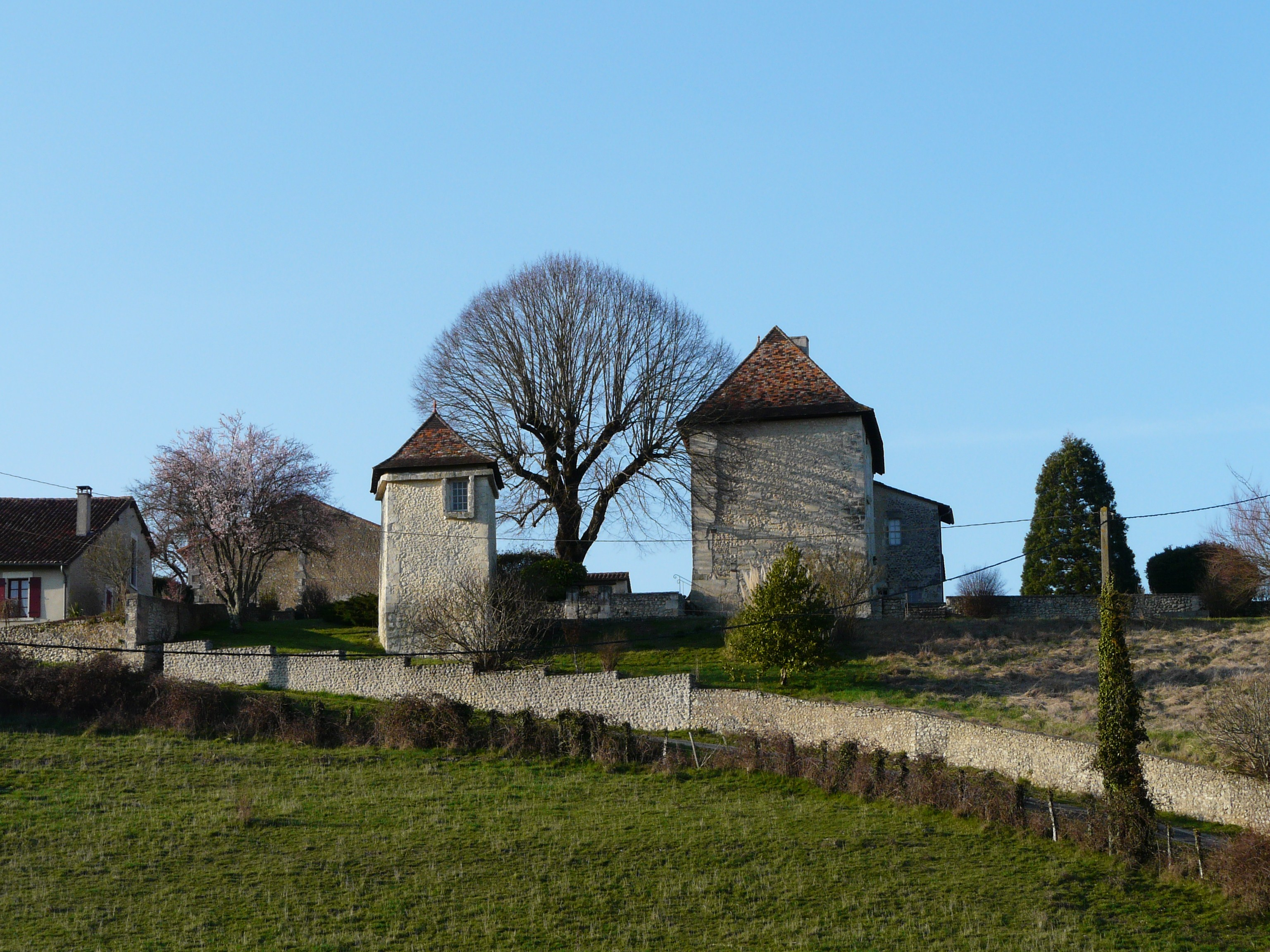
Manoir de la Beauvière

## Persönlichkeiten
- Arnaut Daniel (um 1150–um 1200), Troubadour
- Oscar Bardi de Fourtou (1836–1897), Politiker
- Charles Ribière (1854–1921), Physiker

## Städtepartnerschaften
- Rietberg, Nordrhein-Westfalen (seit 1983)
- Oberglogau, Oberschlesien, Polen (seit 1998)